# Четрдесет друга изложба УЛУС-а (1966)
Четрдесет друга изложба УЛУС-а (1966) је трајала од 11. до 26. новембра 1966. године. Одржана је у галеријском простору Удружења ликовних уметника Србије односно у Уметничком павиљону "Цвијета Зузорић", у Београду.

## Каталог
Каталог и плакат је израдио Едуард Степанчић.

## Излагачи

### Сликарство
1. Радуле Анђелковић
2. Момчило Антоновић
3. Милош Бајић
4. Боса Беложански
5. Никола Бешевић
6. Иван Благовић
7. Павле Блесић
8. Славољуб Богојевић
9. Иванка Божовић
10. Здравко Вајагић
11. Милена Велимировић
12. Војин-Војкан Величковић
13. Бранислав Вељковић
14. Душко Вијатов
15. Драгиња Влашић
16. Бошко Вукашиновић
17. Синиша Вуковић
18. Драган Вукосављевић
19. Живан Вулић
20. Слободан Гавриловић
21. Радоман Гашић
22. Милош Гвозденовић
23. Никола Граовац
24. Александар Грбић
25. Оливера Грбић
26. Винко Грдан
27. Лазар Димитријевић
28. Мило Димитријевић
29. Јован Димовски
30. Милица Динић
31. Властимир Дискић
32. Томислав Дугоњић
33. Милорад-Млађи Ђокић
34. Даринка Ђорђевић
35. Заре Ђорђевић
36. Светислав Ђурић
37. Драгана Живановић Цигарчић
38. Маша Живкова
39. Габријела Жугел
40. Бошко Илачевић
41. Ксенија Илијевић
42. Љубодраг-Јале Јанковић
43. Александар-Цибе Јеремић
44. Светозар-Заре Јовановић
45. Гордана Јовановић
46. Милош Јовановић
47. Богомил Карлаварис
48. Милан Керац
49. Десанка Керечки Мустур
50. Драган Костић
51. Зорица Костић
52. Радмила Крстић Николић
53. Јован Кукић
54. Божидар Лазаревић
55. Драгомир Лазаревић
56. Радмила Лазаревић
57. Гордана Лазић
58. Светолик Лукић
59. Зоран Мандић
60. Војислав Марковић
61. Мома Марковић
62. Љубодраг-Пенкин Маринковић
63. Радослав Миленковић
64. Душан Миловановић
65. Живорад Милошевић
66. Бранимир Минић
67. Витомир Митровић
68. Милун Митровић
69. Раденко Мишевић
70. Саша Мишић
71. Душан Мишковић
72. Миша Младеновић
73. Светислав Младеновић
74. Петар Мојак
75. Муслим Мулићи
76. Живорад Настасијевић
77. Миливоје-Кањош Новаковић
78. Миливој Олујић
79. Анкица Опрешник
80. Лепосава Ст. Павловић
81. Споменка Павловић
82. Татјана Пајевић
83. Деса Пантелић Томановић
84. Димитрије Парамендић
85. Илија Пауновић
86. Стојан Пачоов
87. Пепа Пашћан
88. Слободан Пејовић
89. Милорад Пешић
90. Татјана Поздњаков
91. Милан Позновија
92. Гордана Поповић
93. Милош Правица
94. Божидар Продановић
95. Михајло Протић
96. Божидар Раднић
97. Благота Радовић
98. Веселин Радојковић
99. Милутин Радојчић
100. Милан Радоњић
101. Ратимир Руварац
102. Маријан Савиншек
103. Здравко Секулић
104. Љубица Сокић
105. Феђа Соретић
106. Димитрије Сретеновић
107. Бранко Станковић
108. Боривоје Стевановић
109. Милица Стевановић
110. Тодор Стевановић
111. Едуард Степанчић
112. Мирко Стефановић
113. Живко Стојсављевић
114. Драгомир Сушић
115. Рафаило Талви
116. Вањек Тивадар
117. Олга Тиран
118. Дмитар Тривић
119. Стојан Трумић
120. Лепосава Туфегџић
121. Милорад Ћирић
122. Љубомир Цветковић
123. Бранислав Цепењор
124. Оливера Чохаџић Радовановић
125. Добрила Џоџо Поповић
126. Томислав Шебековић
127. Кемал Ширбеговић
128. Милена Шотра

### Вајарство
1. Градимир Алексић
2. Борис Анастасијевић
3. Никола Антов
4. Милан Бесарабић
5. Коста Богдановић
6. Вука Велимировић
7. Ана Виђен
8. Матија Вуковић
9. Милија Глишић
10. Радмила Граовац
11. Савица Дамјановић
12. Милорад Дамњановић
13. Војислав Јакић
14. Селимир-Селе Јовановић
15. Томислав Каузларић
16. Даница Кокановић Младеновић
17. Стојан Лазић
18. Мирјана Летица
19. Милан Лукић
20. Момчило Миловановић
21. Славољуб Миловановић
22. Коља Милуновић
23. Миливоје Мићић
24. Мирослав Николић
25. Божидар Обрадовић
26. Михајло Пауновић
27. Мирослав Протић
28. Рајко Радовић
29. Славољуб Радојчић
30. Милорад Рашић
31. Славољуб Станковић

### Графика
1. Миодраг Вартабедијан
2. Милета Виторовић
3. Миливој-Елим Грујић
4. Емир Драгуљ
5. Милан Жунић
6. Богдан Кршић
7. Бранислав Макеш
8. Милан Мартиновић
9. Вукосава Мијатовић
10. Слободан Михајловић
11. Милан Станојев
12. Халил Тиквеша
13. Милош Ћирић
14. Славољуб Чворовић